# 드라고슬라브 셰쿨라라츠
드라고슬라브 셰쿨라라츠(세르비아어: Драгослав Шекуларац / Dragoslav Šekularac, 1937년 11월 8일 ~ 2019년 1월 5일)는 세르비아의 전 축구 선수 및 지도자이다.
유고슬라비아 축구 국가대표팀 소속으로 1958년 FIFA 월드컵, 1962년 FIFA 월드컵 4강, 1956년 하계 올림픽 준우승, 1960년 유럽축구선수권대회 준우승 등 유고 축구의 전성기 주축 선수였으며 1962년 FIFA 월드컵 당시 대회 베스트 11에도 선정되었던 세계적인 스타 플레이어였다.
참고로 1962년 FIFA 월드컵 예선의 대륙간 플레이오프 1차전에서 대한민국 축구 국가대표팀을 상대로 2골을 기록하기도 하였다.
1995년 10월 부산 대우 로얄즈에 기술고문으로 합류한 후 1996년 1월 부산 대우 로얄즈의 정식감독으로 선임되어 한컷 기대를 모았으나 그해 중도경질되어 기대만큼의 지도력을 보여주지 못했다. 국내 등록명칭은 '샤키'였다.